# Karl Dieffenbach

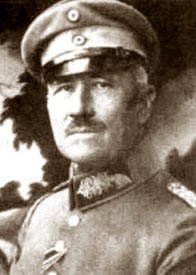
Karl Dieffenbach

Karl Dieffenbach (* 2. November 1859 zu Schlitz; † 17. März 1936 in Düsseldorf) war ein preußischer General der Infanterie.

## Leben
Dieffenbach wurde als Sohn des geheimen Oberkirchenrats Georg Christian geboren und trat, nachdem er sein Abitur abgelegt hatte, 1879 als Avantageur in das 7. Rheinische Infanterie-Regiment Nr. 69 der Preußischen Armee in Trier ein. 1880 wurde er dort zum Leutnant befördert. Nach dem Besuch der Kriegsakademie in Berlin von 1888 bis 1891 kehrte er als Oberleutnant zurück. 1893 wurde er zum Hauptmann befördert und zum Großen Generalstab kommandiert. 1896 kehrte er als Kompaniechef im Füsilier-Regiment „Prinz Heinrich von Preußen“ (Brandenburgisches) Nr. 35 in Brandenburg an der Havel in den Truppendienst zurück, bevor Dieffenbach 1898 in den Großen Generalstab versetzt und 1899 zum Major befördert wurde. Im Jahre 1901 wurde er zum Bataillonskommandeur im Infanterie-Regiment „Graf Werder“ (4. Rheinisches) Nr. 30 in Saarlouis ernannt. 1904 wurde er zum Kommandeur der Kriegsschule in Neiße ernannt und 1906 zum Oberstleutnant befördert.
Als Oberst wurde er 1908 zum Kommandeur des Grenadier-Regiments „Graf Kleist von Nollendorf“ (1. Westpreußisches) Nr. 6 in Posen ernannt. Nachdem er 1912 zum Generalmajor befördert worden war, wurde er Kommandeur der 28. Infanterie-Brigade in Düsseldorf.
Dieffenbach war mit der aus Trier stammenden Malerin Fanny Coupette verheiratet.

### Erster Weltkrieg

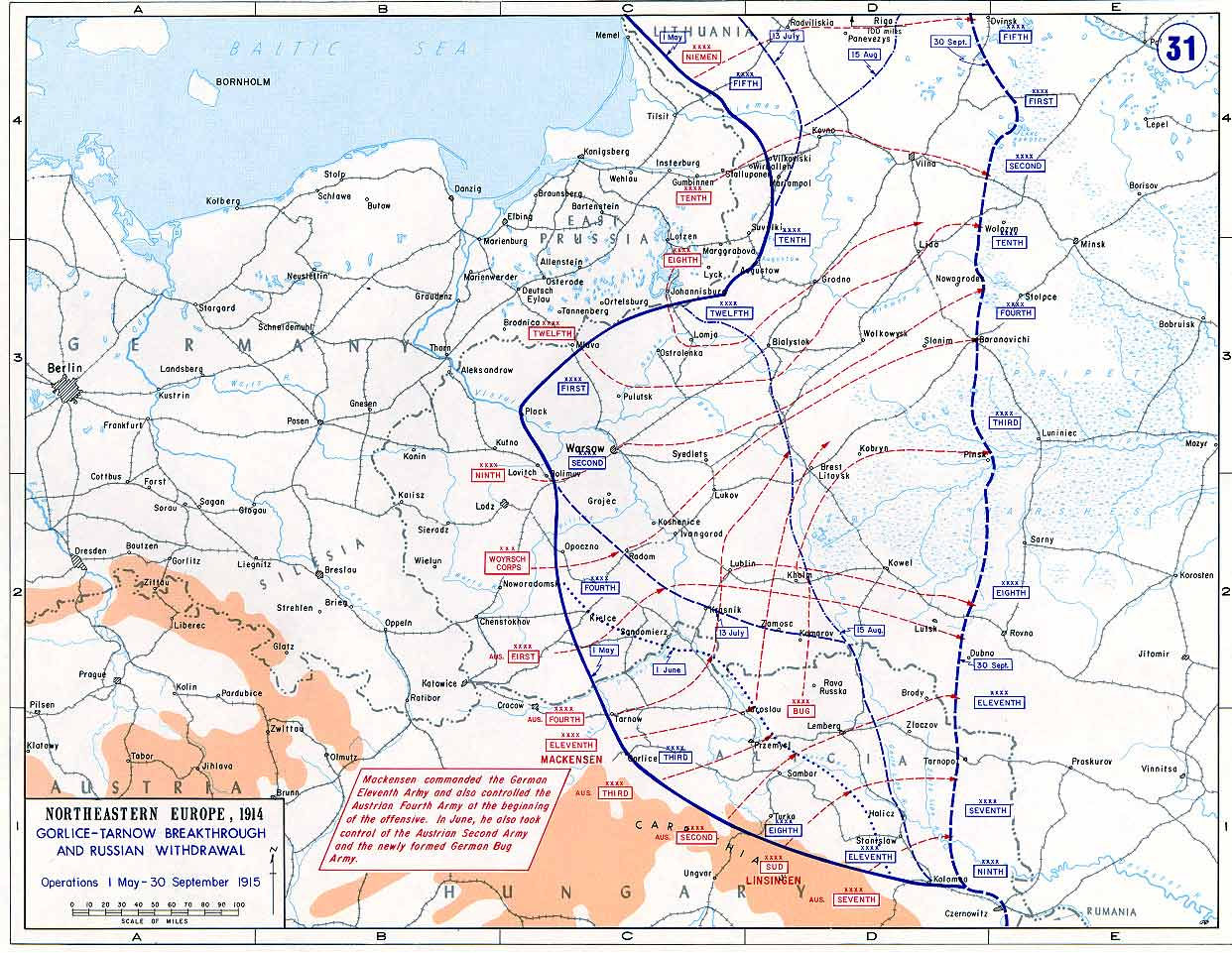
1. Mai bis 30. September 1915

Bei Ausbruch des Ersten Weltkriegs übernahm Dieffenbach am 2. August 1914 den Befehl über die 22. Division im XI. Armee-Korps. Mit diesem ging es zunächst westwärts, Ende August an die Ostfront nach Ostpreußen, Krakau, Iwangorod und an die Rawka, wo er am 18. April 1915 zum Generalleutnant befördert wurde. Am 2. Juni 1915 führte er seine Division nach Lubakzow, überquerte den San bei Sieniawa und rückte bis Pinsk vor. Den Winter 1915/16 verbrachte er in Wolhynien. Ende März 1916 zog die Division nach Kurland und blieb bis Ende Juni bei Mitau.
Während der Brussilow-Offensive wurde die Division der neugebildeten „Angriffsgruppe von der Marwitz“ in Ostgalizien zugeteilt. Als die Division am 20. Juli zusammen mit der k.u.k. 1. Armee unter dem Generaloberst Puhallo sich zwischen Lipa und Styr zurückziehen musste, wurde Dieffenbach mit dem Oberbefehl über die Armee beauftragt. Nachdem der Rückzug zum Stehen gebracht wurde, blieb die um zwei k.u.k. Infanterie-Truppendivisionen verstärkte Division als „Korps Dieffenbach“ bis Mitte Dezember in ihrer ostgalizischen Stellung.
Am 17. Dezember 1916 zum Kommandierenden General des VIII. Armee-Korps ernannt, wurde Dieffenbach als solcher am 12. März 1917, ältere Kommandeure sollten gegen jüngere ausgetauscht werden, zu dem vor Ypern liegenden IX. Reserve-Korps versetzt. Am 2. April erhielt er mit der Führung der „Gruppe Arras“ den Befehl über den Südabschnitt der 6. Armee. Eine Woche später begann die Schlacht von Arras. Als Anerkennung für seine Verdienste in der Abwehr wurde ihm durch A.K.O. vom 26. April 1917 der Orden Pour le Mérite verliehen. Im Juni 1917 wurde er während der Schlacht von Messines samt seinem Generalkommando zur Führung der „Gruppe Wytschaete“ der 4. Armee nach Flandern versetzt. Seine Divisionen mussten im Kampf mit der britischen 2. Armee unter General Herbert Plumer den Frontbogen von Wytschaete aufgeben und rangen am südlichen Abschnitt der Großen Flandernschlacht viele Monate um den Erhalt der neuen Frontlinie zwischen Hollebeke-Zandvoorde-westlich Warneton.
Im Januar 1918 wurde sein Generalkommando der neugebildeten 17. Armee ins Artois zugeführt. Während der Frühjahrsoffensive führte er seine Divisionen im März 1918 in der Schlacht bei Monchy–Cambrai und nahm anschließend beim Angriff an der Scarpe teil. Mitte April 1918 trat Dieffenbach mit seinem Korps wieder zur 6. Armee über und focht in der Schlacht an der Lys im Raum südlich Merville. Vom Mai bis August folgten Stellungskämpfe im Artois und Französisch-Flandern. Im September 1918 verlegte die Heeresleitung das IX. Reservekorps zur 1. Armee nach Reims und ab Ende September zur 5. Armee an die Maas. Am 8. November 1918 wurde das Generalkommando des IX. Reserve-Korps aufgelöst.

### Weimarer Republik
Nach Ende des Krieges reichte Dieffenbach sein Abschiedsgesuch ein. In dessen Genehmigung wurde er am 8. Mai 1919 zur Disposition gestellt. Am 19. Juli 1919 wurde Karl Dieffenbach bei seiner Verabschiedung der Charakter als General der Infanterie verliehen.
In der Folge war er Vorsitzender des Landesverbandes Rheinisch-Westfälisches Industriegebiet und der Ortsgruppe Düsseldorf des Deutschen Offizierbundes sowie des Kriegerverbandes des Regierungsbezirks Düsseldorf.

## Auszeichnungen
- Eisernes Kreuz II. und I. Klasse
- Roter Adlerorden II. Klasse mit Eichenlaub und Schwertern
- Orden der siamesischen Krone II. Klasse mit Stern
- Komtur I. Klasse des Herzoglich Sachsen-Ernestinischen Hausordens mit Schwertern
- Kronenorden III. Klasse
- Großkreuz des Hausordens vom Weißen Falken mit Schwertern
- Reußisches Ehrenkreuz I. Klasse mit Schwertern
- Waldeckisches Verdienstkreuz I. Klasse mit Schwertern
- Hessische Tapferkeitsmedaille
- Orden der Eisernen Krone II. Klasse mit der Kriegsdekoration
- Österreichisches Militärverdienstkreuz II. Klasse mit der Kriegsdekoration
- Großkreuz des Friedrichsordens
- Bayerischer Militärverdienstorden II. Klasse mit Schwertern
- Mecklenburgisches Militärverdienstkreuz II. Klasse
- Großkreuz des Albrechts-Ordens mit Schwertern
- Hanseatenkreuz
  - Bremen
  - Hamburg
  - Lübeck
- Eiserner Halbmond
- Anhaltisches Friedrichkreuz